# Sleep (유닉스)
sleep은 지정된 시간 동안 프로그램 실행을 유예시키는 유닉스 명령 줄 프로그램이다. 이 sleep 명령은 적어도 지정된 초 (기본값), 분, 시간, 날 동안 호출 중인 프로세스를 유예한다.

## 사용법
```
 
sleep
 
숫자

```

숫자가 정수인 곳은 초 단위로 인지한다. 일부 구현체는 부동소수점 숫자도 지원할 수 있다. 그 밖의 특별한 옵션은 없다.

## 예
```
 
sleep
 
5

```

현재의 터미널 세션을 5초 대기한다.
```
 
sleep
 
18000

```

현재의 터미널 세션을 5시간 대기한다.

## GNU sleep 예제
```
 
sleep
 
3h
 
;
 
mplayer
 
foo.mp3

```

3시간 대기 후 foo.mp3를 재생한다.
sleep 5h30m이나 sleep 5h 30m은 기본 문법에는 어긋나는데, 그 이유는 sleep은 기본적으로 오직 하나의 값과 단위만을 변수로 받기 때문이다. 그러나 sleep 5.5h는 허용된다. 다음과 같이 sleep을 연속하여 사용할 수도 있다.
```
 
sleep
 
5h
;
 
sleep
 
30m

```

위 명령은 5시간 sleep하고, 약 30분 간 sleep한다.
GNU 프로젝트의 sleep 구현체(coreutils의 일부)는 사용자가 여러 개의 변수를 받을 수 있게 하므로 sleep 5h 30m(시간과 분 사이 공백 필수)와 같은 명령은 리눅스를 포함한 GNU sleep을 사용하는 어떠한 시스템에서도 동작한다.
sleep의 용도로는 작업 스케줄링, 특정 프로세스 실행 지연, 공유 네트워크 연결 전 대기 등이 포함된다.

## 같이 보기
- sleep (시스템 호출)